# 상계동
상계동(上溪洞)은 서울특별시 노원구의 북서쪽에 위치한 법정동이다.
1895년(조선 고종 32) 23부제 실시로 인해 양주목 일대는 한성부에 속해 한성부 양주군 노원면이었다. 1896년 13도제 실시로 다시 경기도 양주군 노원면으로 바뀌었다.
1914년 경기도 양주군 노원면 간촌리 · 온수동 · 녹천리, 별비면 덕동리 각 일부와 둔야면 조암동을 합하여 양주군 노해면 상계리(上溪里)로 개칭하였다. 1962년 서울특별시 성북구에 편입되었고, 1963년에 상계동으로 개칭하고, 1973년 도봉구에 속하게 되었다.
1988년 노원구가 도봉구로부터 분리, 신설됨에 따라 노원구 상계동이 되었다. 대한민국의 법정동 인구에서 1위를 차지하고 있다.

## 전해오는 이야기
상계동은 한천(漢川, 중랑천)의 맨 위쪽부분에 자리잡은 계곡(溪谷)이라 하여 상계(上溪)라는 명칭이 유래됐다고 전한다.
조선시대에는 경기도 양주목 노원면에 속하였는데 지명은 1914년 일제가 행정구역을 정리하면서 이 일대에 위치한 자연촌 중원터 · 간촌 · 당고개 · 온숫골 · 갈월 · 샘말과 같은 마을이 한천의 상류부에 있다고 해서 상계라 한데서 유래한 것이다. 현재는 상계동, 중계동, 하계동으로 나눠있다. 노원면은 당시 한성부로부터 40리부터 50리에 해당하였다.

## 역사
- 조선시대 양주목 노원면에 속했다.
- 1914년 4월 1일 노원면과 해등촌면을 합해 노해면을 만들었으며 상계동은 이 면에 속해 상계리라고 하였다.
- 1962년 12월 12일 성북구에 편입되었다.[3]
- 1963년 1월 1일 상계동으로 개칭하였다. 이와 동시에 중계동과 함께 행정동 노원동(蘆原洞) 산하로 편제되었다.
- 1970년 5월 5일 노원동이 폐지되고 상계제1·2·3동과 중계동이 각각 설치되었다.
- 1973년 7월 1일 도봉구가 성북구로부터 분리하여 도봉구 관할이 되었다.
- 1975년 10월 1일 상계제3동에서 상계제4동이 분동되었다.
- 1985년 9월 1일 상계제2동에서 상계제5동이 분동되었다.
- 1988년 1월 1일 노원구가 도봉구로부터 분리하여 노원구 관할이 되었다.
- 1988년 7월 1일 상계제2동에서 상계제6동과 상계제7동이 분동되었다.
- 1989년 6월 1일 상계제1동과 상계제6동의 각 일부가 상계제8동으로 분동되었다.
- 1989년 9월 1일 상계제1동, 상계제2동, 상계제5동, 상계제6동의 경계를 조정하여 상계제9동과 상계제10동이 분동되었다.
- 2008년 1월 1일 상계제3동과 상계제4동, 상계제6동과 상계제7동이 각각 상계3·4동, 상계6·7동으로 합동되었고, 이와 동시에 법정동 상계동을 관할하는 행정동에서 '제' 구분을 삭제하였다.

## 편의 시설
- 인제대학교 상계백병원
- 롯데백화점 노원점
- 도로교통공단 도봉운전면허시험장
- 4호선(노원역, 상계역, 불암산역)
- 7호선(노원역, 마들역, 수락산역)

## 주거 시설
상계동에는 상계주공 1단지부터 16단지까지의 아파트가 1988년에 조성되었다. 다만 상계5동과 상계2동, 그리고 상계3.4동에는 다세대 주택이 많다.
| 단지명             | 건설사                           | 시행사                   | 주소                    | 입주        | 비고                             |
| ------------------ | -------------------------------- | ------------------------ | ----------------------- | ----------- | -------------------------------- |
| 은빛 3단지         | 한진건설                         | 서울주택도시공사         | 노원구 동일로250길 17   | 1998년 9월  | 공공임대                         |
| 은빛 2단지         | 한신공영                         | 서울주택도시공사         | 노원구 동일로245가길 41 | 1998년 10월 |                                  |
| 은빛 1단지         | 국제종합토건㈜                   | 서울주택도시공사         | 노원구 동일로245길 162  | 1998년 11월 |                                  |
| 수락파크빌         | 백일건설㈜ 우영토건㈜ 요진산업㈜ | 서울주택도시공사         | 노원구 동일로248길 16   | 2001년 5월  |                                  |
| 청암 1단지         | 대림산업                         | 서울주택도시공사         | 노원구 덕릉로112길 24   | 2001년 6월  |                                  |
| 청암 2단지         | 대림산업                         | 서울주택도시공사         | 노원구 덕릉로94가길 20  | 2001년 6월  |                                  |
| 수락리버시티 3단지 | 한신공영                         | 서울주택도시공사         | 노원구 누원로 28        | 2009년 11월 | 1,2단지는 의정부시 장암동에 소재 |
| 수락리버시티 4단지 | 한신공영                         | 서울주택도시공사         | 노원구 누원로 18        | 2009년 11월 | 1,2단지는 의정부시 장암동에 소재 |
| 수락산 벨리체      | 동방티앤씨㈜, 미주실업㈜         | 동방티앤씨㈜, 미주실업㈜ | 노원구 동일로250길 18   | 2000년 6월  |                                  |
| 상계 불암현대      | 현대산업개발                     | 현대산업개발             | 노원구 덕릉로118길 29   | 1999년 12월 |                                  |
| 상계 불암대림      | 대림산업                         | 상계7구역재개발조합      | 노원구 덕릉로94길 21    | 2000년 3월  | 상계7구역 재개발                 |

## 교육 기관

### 고등학교
- 노원고등학교
- 불암고등학교
- 상계고등학교
- 상명고등학교
- 수락고등학교
- 영신여자고등학교
- 용화여자고등학교
- 청원고등학교
- 재현고등학교

### 중학교
- 신상중학교
- 상계중학교
- 온곡중학교
- 상경중학교
- 청원중학교
- 상원중학교
- 수락중학교
- 노원중학교
- 노일중학교
- 상계제일중학교
- 재현중학교

### 초등학교
- 중계초등학교
- 상곡초등학교
- 상계초등학교
- 상수초등학교
- 상명초등학교
- 상천초등학교
- 상월초등학교
- 서울상원초등학교
- 계상초등학교
- 노일초등학교
- 당현초등학교
- 온곡초등학교
- 신상계초등학교
- 수락초등학교
- 덕암초등학교
- 서울동일초등학교
- 청원초등학교
- 원광초등학교

## 참고
1. ↑  지금의 상계3.4동(구 상계4동) 희망촌에 속하는 지역이다.
2. 1 2  “우리 동네 이야기, 상계1동”. 서울신문(네이버). 2004년 7월 27일. 2018년 3월 24일에 확인함.
3. ↑  법률 제1172호 서울특별시·도·군·구의관할구역변경에관한법률 [시행 1962. 12. 12.] [1962. 11. 21., 제정]

## 같이 보기
- 중랑천

## 사진

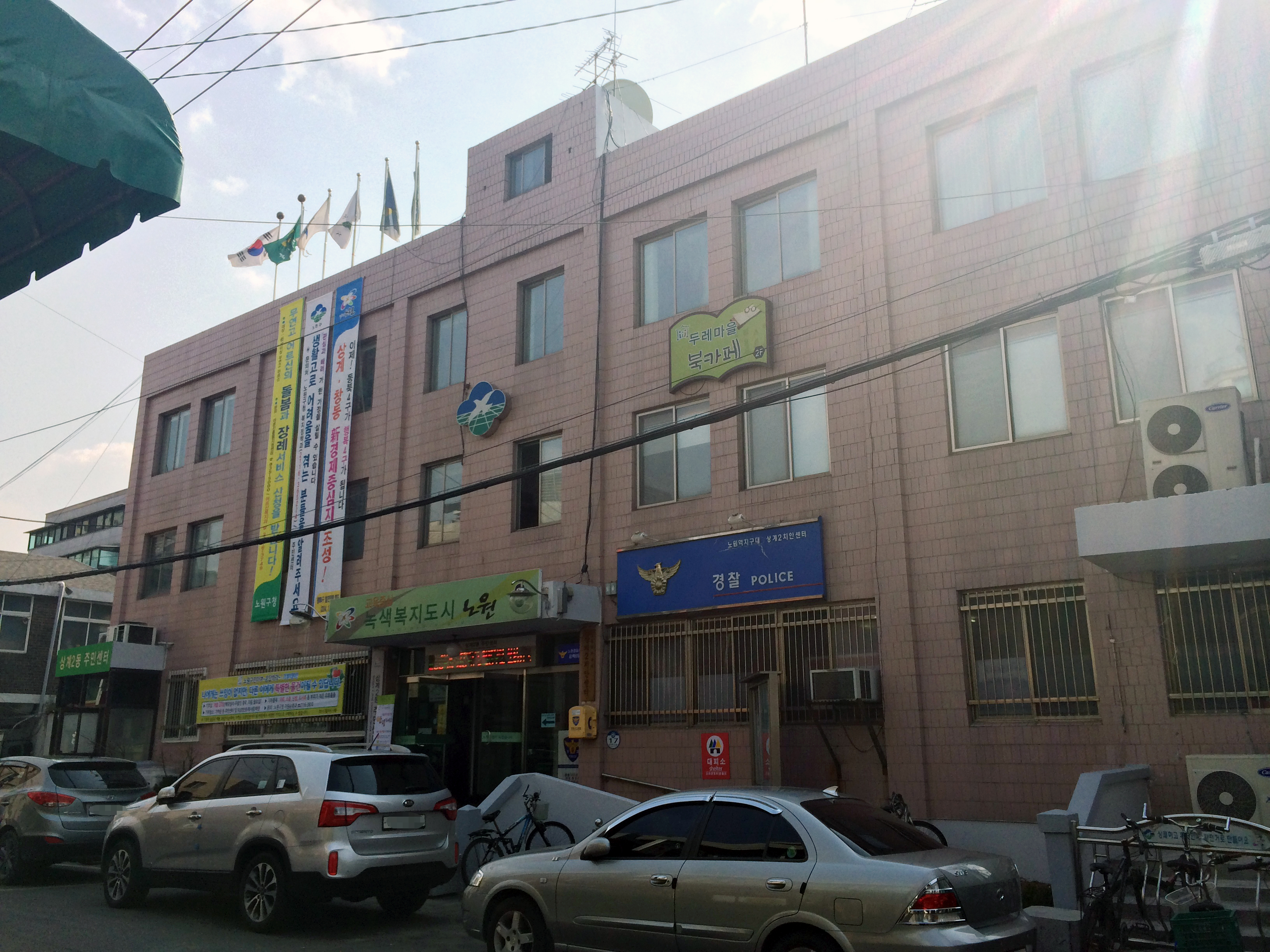
구 상계2동주민센터 (상계로23길 17)
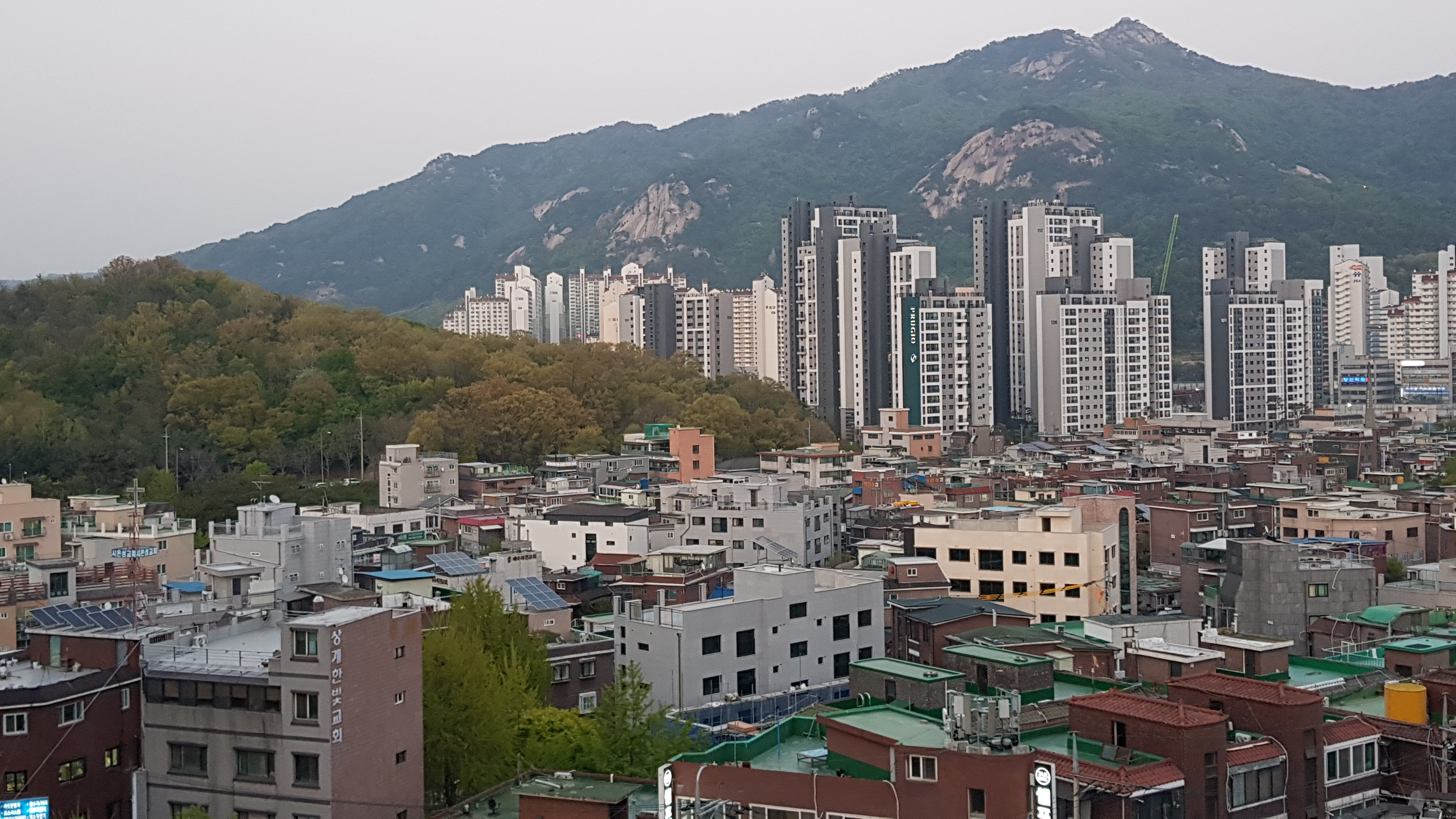
상계3, 4, 5동 전경
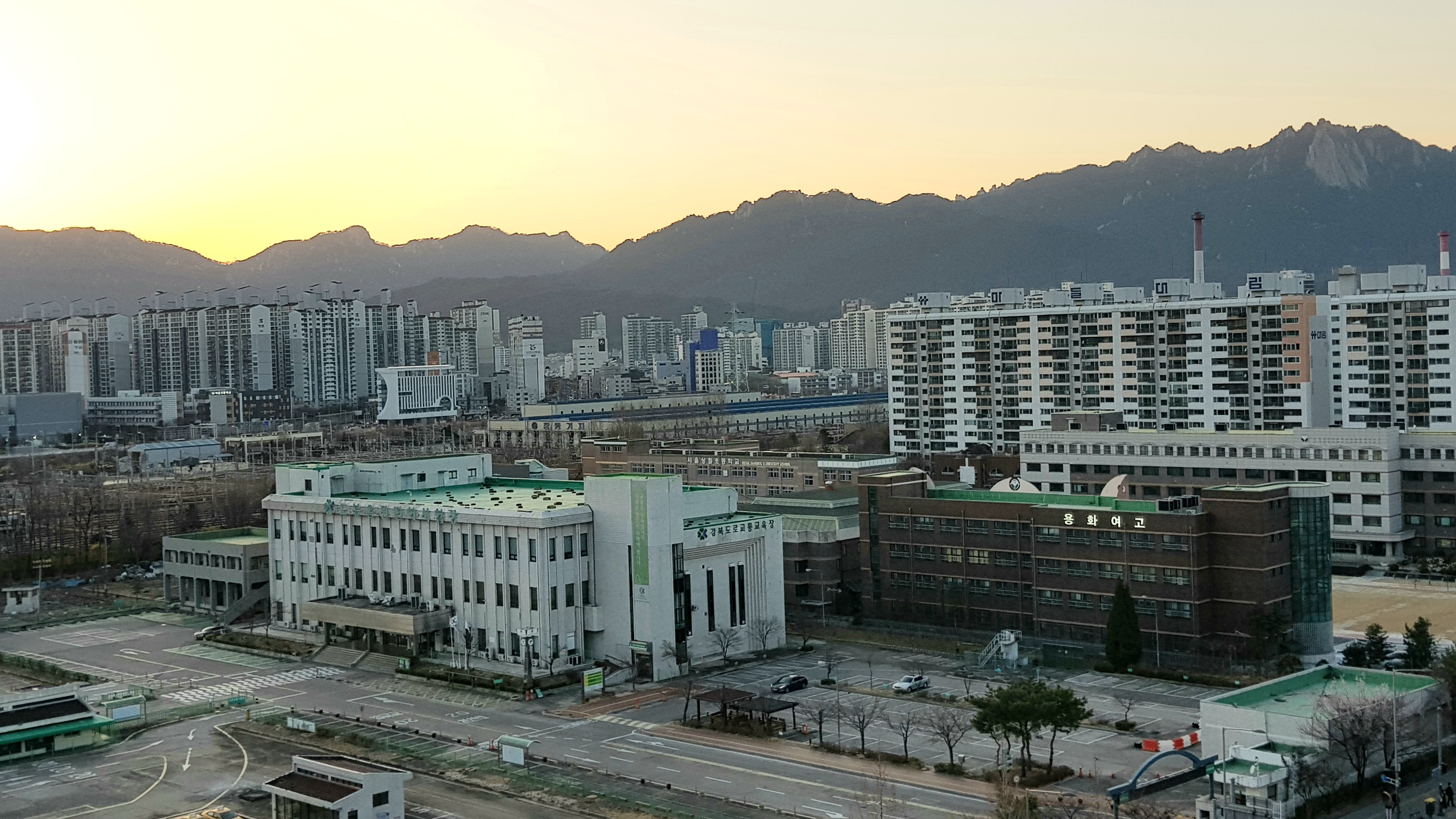
상계10동 전경
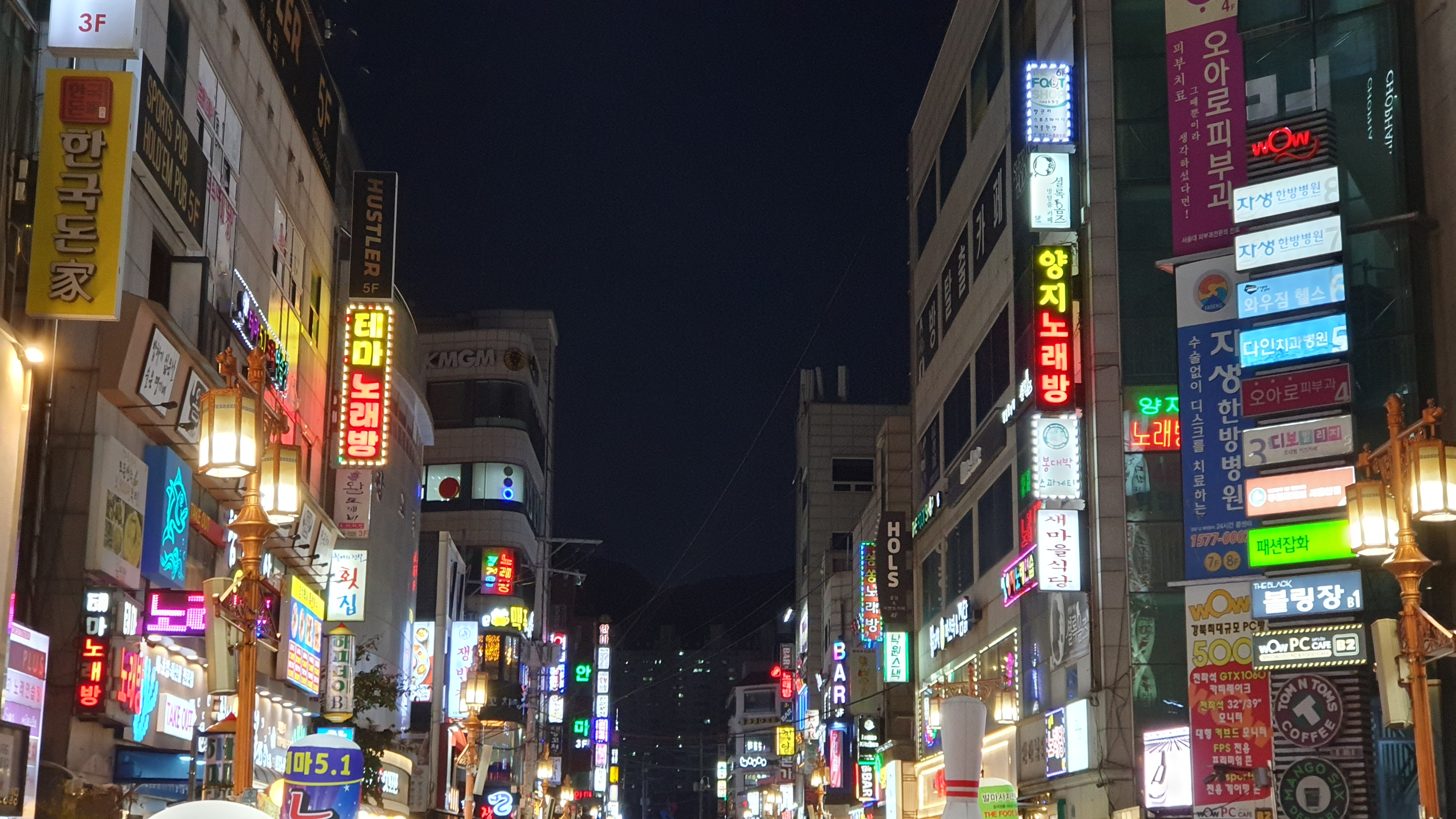
상계동에 있는 노원 문화의거리의 야경
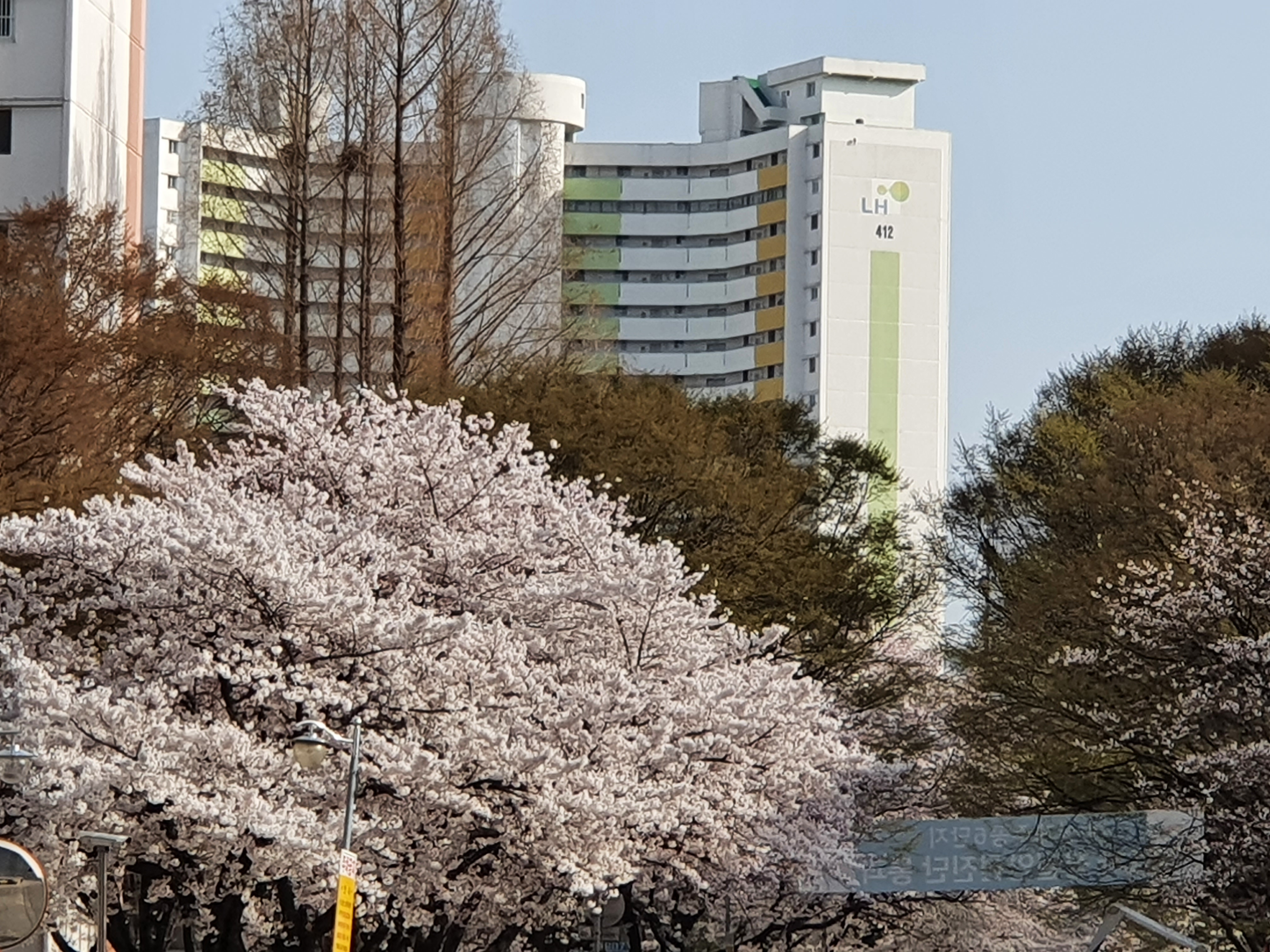
대한민국 최초의 25층 높이의 고층 아파트 상계주공4단지 412동의 모습